# پاملا آبوت
پاملا ابوت (به انگلیسی: Pamela Abbott) (متولد ۲۷ ژوئن ۱۹۴۷) یک محقق دانشگاهی در زمینه مطالعات جامعه‌شناسی، جنسیت و توسعه است. او مدیر مرکز توسعه جهانی و استاد دانشکده آموزش و پرورش در دانشگاه آبردین و مدیر مرکز توسعه جهانی است.
ابوت پروژه تحقیقاتی با بودجه دولت اسکاتلند به نام "ترویج یک رویکرد عملی اجتماعی در ادبیات بزرگسالان برای بهبود کیفیت زندگی مردم در رواندا غربی" را هدایت می‌کند.
ابوت در نوشته‌های خود در مورد دیدگاه‌های فمینیستی در جامعه‌شناسی، محدودیت در مورد مسائل جنسیتی را در جامعه‌شناسی جریان اصلی به چالش می‌کشد و از یک رویکرد تفکیک‌پذیری و بین رشته‌ای حمایت می‌کند تا فرضیه‌های اساسی در این رشته را زیر سؤال ببرد.
علایق تحقیقاتی اخیر ابوت بر کیفیت زندگی و انتقال اقتصادی و اقتصادی در جوامعی که تحولات متعاقب بهار عربی را تجربه می‌کنند، تمرکز دارد.

## کتابشناسی منتخب

### کتابها
- آبوت, پاملا (1987). زنان و جایگاه اجتماعی. لندن، نیویورک: نشر تاویستاک. ISBN 978-0-422-61000-1.
- آبوت, پاملا; پین, جف (1990). حرکت اجتماعی زنان: فراتر از مدل‌های حرکت مرد. لندن، نیویورک: نشر فالمر پرس. ISBN 978-1-85000-845-3.
- آبوت, پاملا; والاس, کلر (1990). جامعه‌شناسی حرفه‌های دلسوز. لندن: نسر فالمر پرس. ISBN 978-1-85000-824-8.
- ابوت, پاملا; والاس, کلر (1990). دیباچه ای بر جامعه‌شناسی رویکردهای فمینیستی. لندن: نشر روتلج. ISBN 978-0-415-01036-8.   ترجمه شده با نام جامعه‌شناسی زنان، ترجمهٔ منیژه نجم‌عراقی، تهران: نشر نی، شابک ۹۶۴-۳۱۲-۵۸۸-۲[۸]
- ابوت, پاملا; والاس, کلر (1992). خانواده و حقوق جدید. لندن، کلرادو: نشر پلوتو پرس. ISBN 978-0-7453-0533-2.
- آبوت, پاملا; سیمونز, مکسین; مک شری, روبرت (2002). آگاهی مشاهده ای پرستاری: راهنمای پرستاران بالینی. لندن، نیویورک: نشر روتلج. ISBN 978-0-415-20497-2.
- ابوت, پاملا; والاس, کلر; سپسفورد, راجر (2016). جامعه شایسته. ابینگدن: نشر روتلج. ISBN 978-1-138-90933-5.
- تتی, آندره آ; آبوت, پاملا; کاواتورتا, فرانسسکو (2018). قیام‌های عربی در مصر، اردن و تونس: تحولات اجتماعی، سیاسی و اقتصادی. باسینگستوک: پال گریو مک میلان. ISBN 978-3-319-69043-8.

### مقاله‌ها
- آبوت, پاملا; هارپفر, کریستین; والاس, کلر (زمستان 2008). "زنان در سیاست و جامعه رواندا". مجله بین‌المللی جامعه‌شناسی. 38 (4): 111–125. doi:10.2753/IJS0020-7659380406.